# Коротков Іван Іванович
Іван Іванович Коротков (8 травня 1885, село Турсіно Юр'євського повіту Владимирської губернії, тепер Юр'єв-Польського району Владимирської області, Російська Федерація — 14 листопада 1949, місто Москва, тепер Російська Федерація) — радянський державний і партійний діяч, відповідальний секретар Іваново-Вознесенського губернського комітету РКП(б), завідувач організаційно-інструкторського відділу ЦК РКП(б), директор Державного музею образотворчих мистецтв імені Пушкіна. Член ЦК РКП(б) у 1922—1924 роках. Член Центральної контрольної комісії ВКП(б) та член президії ЦКК ВКП(б) у 1924—1934 роках. Член Комісії партійного контролю при ЦК ВКП(б) у 1934—1939 роках. Кандидат у члени Організаційного бюро ЦК ВКП(б) з 25 вересня 1923 по 23 травня 1924 року.

## Життєпис
Народився в селянській родині. Закінчив початкову школу в селі Турсіно та земське училище в селі Сем'їнське Юр'євського повіту Владимирської губернії. До 1899 року працював у сільському господарстві батька.
У 1900—1905 роках — учень у живописно-малярній майстерні підрядчика Бриндіна в селі Турсіно Юр'євського повіту і у підрядчика Черноусова в селі Осенєво Ярославського повіту. Учасник російської революції 1905—1907 років у Іваново-Вознесенську.
Член РСДРП(б) з листопада 1905 року.
У 1906—1911 роках — підмайстер у маляра-живописця в селі Турсіно Юр'євського повіту.
З вересня 1910 по лютий 1911 року перебував у в'язниці, був звільнений із ув'язнення через недостачу доказів.
У 1911—1913 роках — учень іконописця в селі Турсіно Юр'євського повіту.
З квітня по листопад 1913 року перебував у в'язницях міст Шуї, Нижнього Новгорода, Самари, Пермі. У грудні 1913 — вересні 1916 року — на засланні в селі Нова Язва Чердинського повіту Пермської губернії.
У жовтні 1916 — лютому 1917 року — маляр чавуноливарного заводу Смолякова в місті Ярославлі.
У лютому — серпні 1917 року — член Ярославського комітету РСДРП(б), заступник голови Ярославської ради, один із керівників боротьби за радянську владу в місті Ярославлі.
У серпні 1917 — серпні 1920 року — голова Тейковського повітового комітету РКП(б), голова виконавчого комітету Тейковської повітової ради.
У 1920 році — заступник голови виконавчого комітету Іваново-Вознесенської губернської ради.
У серпні 1920 — квітні 1921 року — голова виконавчого комітету Шуйської повітової ради Іваново-Вознесенської губернії.
З травня 1921 по серпень 1922 року — завідувач організаційного відділу Іваново-Вознесенського губернського комітету РКП(б).
У серпні 1922 — липні 1923 року — відповідальний секретар Іваново-Вознесенського губернського комітету РКП(б).
27 липня 1923 — 10 березня 1924 року — завідувач організаційно-інструкторського відділу ЦК РКП(б).
У січні 1926 — січні 1934 року — член партійної колегії Центральної Контрольної Комісії ВКП(б).
У лютому 1934 — березні 1939 року — відповідальний співробітник партійної колегії Комісії партійного контролю при ЦК ВКП(б).
У квітні 1939 — квітні 1944 року — директор Державного музею образотворчих мистецтв імені Пушкіна в Москві. У 1941 році керував евакуацією музею до міста Новосибірська.
З 1944 року — на пенсії в Москві.
Помер 14 листопада 1949 року після тривалої і важкої хвороби в Москві. Похований на Новодівочому цвинтарі Москви.